# Haslewood Rock
Haslewood Rock är en klippa i Storbritannien. Den ligger i den västra delen av landet, 1 100 km nordväst om huvudstaden London.
Terrängen runt Haslewood Rock är varierad.  Det finns inga samhällen i närheten. 